# Chorebus iridis
Chorebus iridis är en stekelart som beskrevs av Griffiths 1968. Chorebus iridis ingår i släktet Chorebus och familjen bracksteklar. Inga underarter finns listade i Catalogue of Life.